# Abderrazak Hamed-Allah
Abderrazak Hamed-Allah (arabisk: عبد الرزاق حمد الله født 17. december 1990 i Safi, Marokko) er en marokkansk fodboldspiller, der spiller for den saudiarabiske klub Al-Ittihad som angriber.

## Karriere

### Olympique Safi
Hamdallah spillede fra 2010 til 2012 i den marokkanske klub Olympique Safi, hvor han opnåede 48 kampe og 24 mål.

### Aalesunds FK
Den 14. februar 2013 underskrev Hamdallah en kontrakt på tre år med Aalesunds FK. Overgangssummen var på én million euro, hvilket er det højeste beløb, som klubben nogensinde har betalt for en enkelt spiller.
Han opnåede succes i sin første sæson for klubben, hvor han scorede 15 mål i 27 kampe.
I februar 2014 blev han solgt til den kinesiske klub Guangzhou.

### Landshold
Hamdallah blev udtaget til det marokkanske landshold i 2012 og er noteret for 18 landskampe.